# Ball de l'Almorratxa

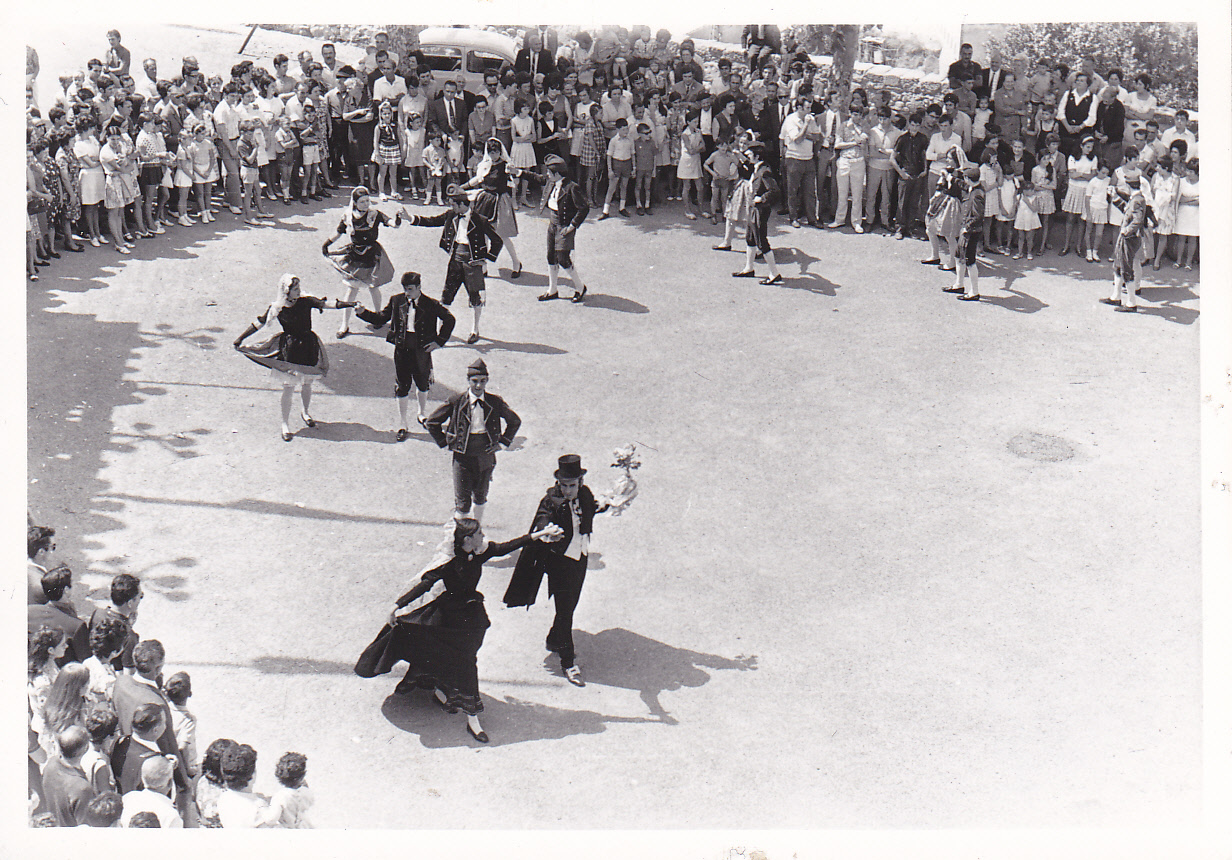
Els dansaires ballen el Ball de l'Almorratxa a Gironella

El Ball de l'Almorratxa és una tradició arrelada a la vila de Gironella que es balla a la Festa Major, cada any se celebra després de Sant Roc (16 d'agost). Aquest ball data dels segles XV-XVI. Aquest acte rep com a espectadors els vilatans i els veïns dels pobles de les ciutats del voltant, des del més petit al més gran.
El Ball de l'Almorratxa de Gironella simbolitza un casament. El senyor feudal era l'amo del poble i de les terres del voltant, el poble estava sotmès a la seva voluntat, la qual sempre era dura i injusta. Tenia el dret de cuixa, que consistia a passar la primera nit amb la núvia. En aquest ball, el feudal utilitza una almorratxa, amb la qual en un punt determinat de la dansa perfuma a les noies. El fet de ruixar-les ve a representar la possessió que té sobre elles i la capacitat que té a fer complir els seus desitjos. La dansa comença amb el feudal acompanyat de la mà de la núvia tot fent un passeig, seguits del nuvi i també del convit, que són les altres parelles que formen la dansa.
El vestuari que s'utilitza és el típic de gala català del segle xix.
La partitura de la dansa de Gironella comença amb compàs ternari simple i continua amb binari compost. Està composta per corxeres i negres.

## Història
L'origen de la dansa de l'Almorratxa de Gironella s'ha de cercar a l'edat mitjana. Des de principis del s.XX el Ball de l'Almorratxa de Gironella s'ha mantingut igual, pel que fa a la coreografia i la música. En canvi el vestuari s'ha anat canviant al llarg dels anys.

### Almorratxa
Recipient de vidre, de terrissa i en alguns casos de metall. La majoria decorades i adornades amb cintes de colors o fins i tot amb flors. Aquest objecte contenia aigua perfumada, la qual s'utilitzava per perfumar a les noies a les danses tradicionals catalanes.
El seu origen és l'àrab, no se sap amb exactitud quan es van introduir a Espanya, possiblement fou durant el segle xiv, quan molt pirates àrabs atracaven a les costes catalanes.
Actualment les almorratxes s'utilitzen en les danses tradicionals catalanes, aquestes són danses cerimonioses, les quals són pròpies del Principat de Catalunya, i especialment del Maresme, tot i que hi ha altres regions de Catalunya on també es realitzen.

## Coreografia
La dansa comença fent 64 passos de passeig, dels quals els quatre últims són per fer el rístol, aquests passos es fan per aconseguir que les parelles formin una mitja circumferència. Un cop fet el rístol els nois marxen posant-se a un costat de l'escenari i les noies es queden fent el pas creuat. Han de fer 64 passos, dels quals la meitat són lents i els altres són més ràpids, en aquests últims la música és més alegre i les noies salten lleugerament. Mentre els nois fan el pas creuat, el feudal passa noia per noia perfumant-les amb l'almorratxa. Un cop el feudal ja ha passat, tot ballant al ritme de la música, entren un altre cop els nois que es queden al davant de la seva parella i el nuvi davant la núvia. Al compàs 62, les noies paren de fer el pas creuat i seguidament fan la salutació, els nois amb les mans al darrere i les noies amb les faldilles agafades, s'agafen amb les mans dretes de la seva parella. D'aquesta manera es tornen a fer 64 compassos de passeig per tal de formar una línia recta. Un cop fets es fa una salutació a la parella i ballen 32 passos mirant-se, de tal manera que formen davant per davant una fila de noies i una fila de nois. En aquesta figura també hi ha la meitat de passos que es ballen de manera lenta i l'altra meitat es ballen saltant. Un cop fets aquests passos les parelles s'agafen amb les mans dretes. Es tornen a fer 32 passos de passeig per tal d'arribar a formar una rotllana. A partir del pas 28 les noies van entrant dins la rotllana, d'aquesta manera s'aconsegueix que a la rotllana de fora hagin tots els nois i a la de dins totes les noies, es ballen 32 compassos, la meitat quiets i l'altra meitat saltant.
Es saluden i s'agafen amb la mà de la parella, a la dreta els nois i a l'esquerra les noies, surten de dins la rotllana en quatre passos i tot seguit al ritme de la música fan el passeig per marxar i finalitzar el ball.

## Vestuari

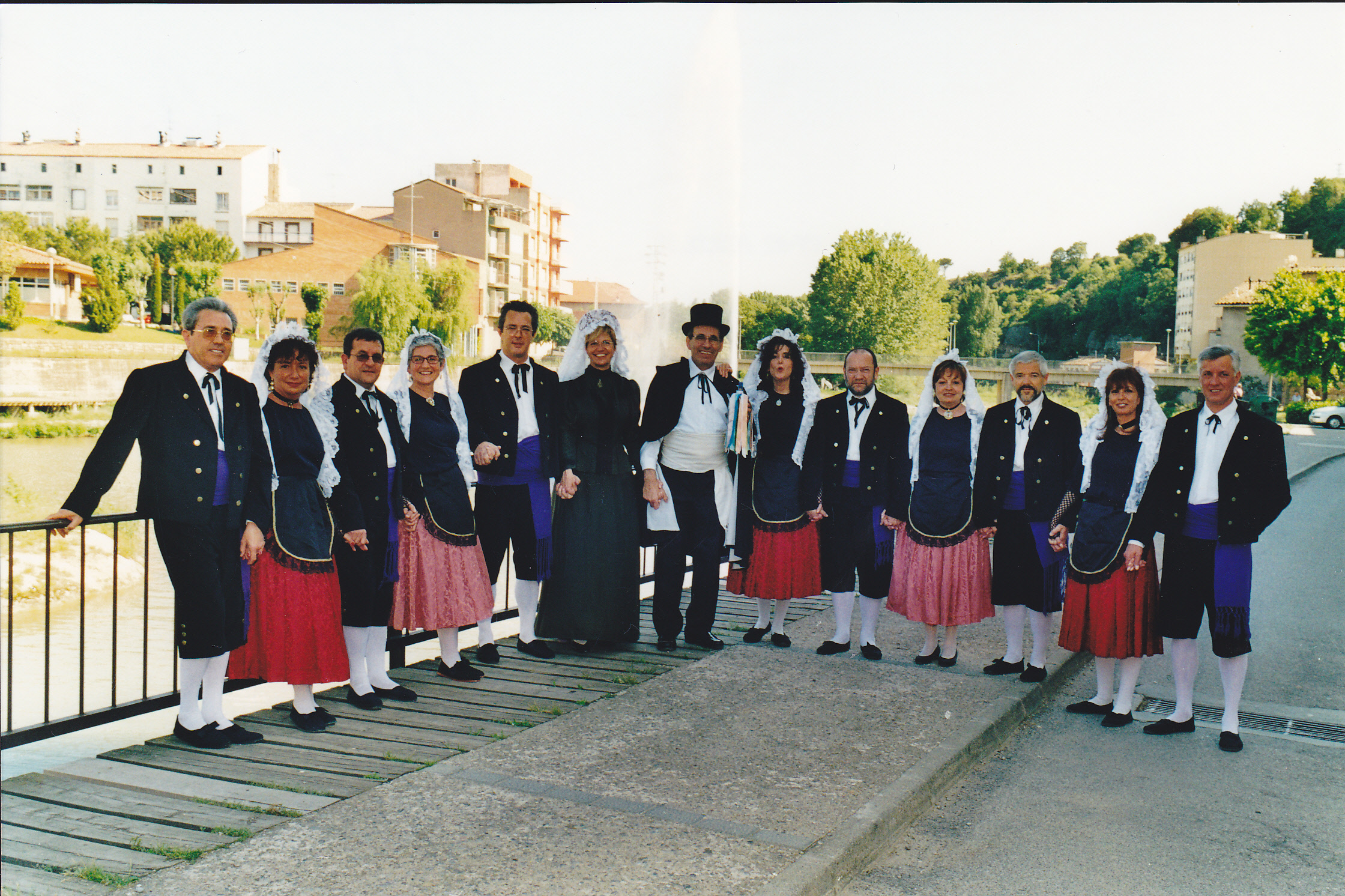
Dansaires del Ball de l'Almorratxa a Gironella l'any 2001

### Indumentària de les noies
La roba interior són unes calces llargues de cotó cenyides al genoll i amb punta. Mitja blanca i enagos amb punta. La punta de la roba pot ser de punta al coixí, de brodat suís o de ganxet. El calçat és amb sabates negres amb un llacet negre o una cinta sobre la sabata. Les faldilles són amb plecs petits per tal d'aconseguir amplada, ja que així s'agafa millor per ballar.
Una brusa negra de màniga tres quarts o curta amb farbalà a la vora i un davantal negre sobre la faldilla, el qual està acabat amb punta a davant i lligat al darrere. Els complements són braçals negres o blancs, reixats i que arriben fins als colzes, els quals estan acabats amb un llacet de vellut. Els braçals estan fets de ganxet amb punt de sarró o també amb un punt de cadeneta, tot formant triangles. Al cap es porta una mantellina de color blanc feta de ganxet i com a joies es duu arracades llargues i gargantilla.

### Indumentària dels nois
Mitja blanca i calçat negre amb un llacet o bé una sivella. Una camisa blanca amb un llacet negre, amb accepció del nuvi que el llacet és de color blau, jaqueta de coll de tireta i solapa, la jaqueta és de pana negre. Els pantalons són de pana negra a sota genoll. Els complements són la faixa de llana de color vermell i la barretina vermella.

### Indumentària del feudal
Calçat negre amb un llacet o bé una sivella. Camisa blanca, tratge negre i capa negra, llarga i lligada al coll. Els complements són un barret de copa i l'almorratxa guarnida amb cintes de colors.

### Indumentària de la núvia
S'anomena sac i faldilla, degut a les seves dues peces. La roba interior són uns enagos de color negre amb un voraviu blanc. Mitges blanques. Calçat amb sabates negres de taló. Faldilla de color negre, llarga fins als peus i per sota morada. De davant és llisa i de darrere amb plecs fondos, per donar amplada a la faldilla i servia per marcar malucs. Brusa negra amb màniga pernil, coll de tireta i amb passamaria al voltant de les espatlles i al voltant del coll fins a les espatlles i a les mànigues. Els complements són una peineta de banya i una mantellina blanca molt llarga agafada amb un fermall, el qual agafa la mantellina a mitja esquena, d'aquesta manera no pesa tant la mantellina. De joies porta un penjoll de coll i arracades llargues. Porta un monyo per tal de subjectar millor la peineta.

## Llocs on es balla o s'ha ballat
- Alt Empordà. El Ball de la Jonquera
- Alt Urgell. Ball Cerdà de la Seu d'Urgell[3] i el Ball de l'aigua-ros[4]
- Andorra. El Ball de la Marraixa
- Anoia. El Ball dels quatre cantons
- Bages. El Ball de l'Almorratxa de l'Aplec del Grau a Fals
- Berguedà. El Ball dels Falgars i El Ball de l'Almorratxa
- Cerdanya. El Ball de Das
- La Selva.[5] A Lloret de Mar i a Blanes, el Ball de l'Almorratxa o Ball de la plaça i el Ball de Sant Hilari Sacalm
- Mallorca. El Ball de Capdepera
- Maresme. El Ball de Calella, el Ball de Canet de Mar, el Ball de Cantirets, el Ball de Pineda de Mar, el Ball de Sant Pol de Mar, el Ball de Sant Joan i Sant Pau de Malgrat de Mar
- Osona. El Ball de Trencadansa
- Ripollès. El Ball de Campdevànol i el Ball de Gombrèn
- Vallès Oriental. El Ball del Ciri[6]

### Comparacions entre els diferents balls
Gironella és un dels pobles que actualment es balla el Ball de l'Almorratxa. Des de l'edat mitjana fins ara cada poble ha modificat el ball segons el seu context social, els costums i segons població del mateix municipi, és per això que en aquests pobles la dansa té les seves peculiaritats i diferències.
Podem trobar aquesta dansa amb diferents noms, com Ball de la Torratxa, Ball Cerdà, Ball de la Jonquera, Ball de l'Aigua-ros, Ball dels Quatre cantons, Ball de Falgars, Ball de Das, Ball de Plaça, Ball de Capdepera, Ball d'Arenys de Mar, Ball de Calella, Ball de Canet de Mar, Ball de Cantirets, Ball de Pineda de Mar, Ball de Sant Pol de Mar, Ball de Trencadansa, Ball de Campdevànol, Ball de Gombrèn, Ball de Ciri.
Aquestes danses es ballen als seus respectius pobles en dates assenyalades, com per exemple per a la Festa Major, pel Sant del patró del poble, en cercaviles, festes...
El vestuari generalment coincideix a tots els territoris on es balla aquesta dansa. Antigament aquest vestuari era el que utilitzava la població a la vida diària, com en aquesta dansa els convidats i en ocasions especials al segle xix, com els nuvis i el feudal.
Generalment aquestes danses segueixen el mateix patró, són alegres, mogudes i divertides, amb passos molt simples i planers. Són danses cerimonioses i respectuoses, i amb una certa elegància.
Es ballen per parelles. Rarament hi apareix un personatge tot sol ballant, aquest és el cas de la dansa de Castellciutat, en la qual hi apareixen dos pabordes que ballen sols. O en el Ball de l'Almorratxa de Gironella, en la qual el nuvi balla tot sol mentre encara hi ha el fadrí a la dansa.
En totes les danses l'objecte principal és l'almorratxa. Però amb significats diferents. Al Maresme l'almorratxa simbolitza una ofrena d'amor cap a la noia. En altres com en la de Gironella, l'almorratxa simbolitza que el poble està sotmès als desitjos del feudal. El Ball de Plaça o el Ball de l'Almorratxa a Lloret de Mar, el musulmà li regala l'almorratxa a una donzella per captivar el seu amor, i ella li trenca per rebutjar-lo.
Les llegendes tenen relació, però també unes diferències. Les llegendes de les danses de Maresme es basen en la declaració d'amor d'un jove àrab a una jove cristiana. En canvi, les altres danses tracten del feudalisme, representen un poble sotmès al feudal del territori, com la dansa de Gironella o la dansa de Prats de Lluçanès. D'altres tenen un caire religiós, ja que hi apareixen els pabordes i les pabordesses, com la dansa de La Jonquera.